# Forbes (banda)
Forbes fue una dansband ("música para bailar") sueca, que estuvo activa en los años 1970.
Fundado por Peter Forbes en 1975, estaba formado por Roger Capello, Claes Bure, Peter Björk, Anders Hector, Chino Mariano, y el propio Peter Forbes.
La banda representó a Suecia en el Festival de la Canción de Eurovisión 1977 que tuvo lugar en Londres el 7 de mayo de 1977, con la canción "Beatles". La canción trata sobre la banda británica del mismo nombre. A pesar de la popularidad de los Beatles a los que la canción homenajeaba, Forbes finalizó en última posición y con solo dos puntos. Siendo la segunda vez que Suecia acababa última en el Festival de Eurovisión. Se especula que la baja puntuación se debe a un castigo por la decisión de Suecia a no participar en 1976 alegando baja calidad en el Festival.